# 切露米可
chelmico，官方中文譯名:「切露米可」。日本女性雙人嘻哈團體。2MC體制 ( 成員 : Rachel、
Mamiko )。其團名 「chelmico」取自兩位成員名字的字尾組成，字母組成皆為小寫。。

## 成員
Rachel (日語:レイチェル) 別名:MC RACHEL
 作詞作曲 / 金色系長髮 /早期藝名:渡賀Rachel(日語:渡賀レイチェル)/ 本名:未公開  
生日:1993年7月4日 / 出生地:神奈川橫濱市 / 身高:173cm / 血型 : B型  。美日混血、單親母親家庭。興趣:讀書、電影、遊戲、古著「ミスiD2014」入賞。學生時代輕音樂社團出身。在成為饒舌歌手之前嚮往開花店或當圖書館職員。遊戲宅，閒暇時經營「NOOB DRIVE【Directed by Rachel from chelmico】」遊戲實況頻道，取向為休閒、雜談路線。曾經實況過以白色恐怖為主題的台灣原創遊戲《返校》，同時也是其遊戲粉絲。最喜歡的台灣導演是楊德昌，是電影《牯嶺街少年殺人事件》的粉絲。隸屬於女性偶像研究組織 :「なでksジャパン」一員。已婚育有一子。

- 為chelmico的精神性支柱，所以粉絲暱稱「隊長」aka:「廠長」、「大麥克漢堡姊姊」。[10]
- 高中畢業後當過飛特族一段時間曾在古著店打工。在Chelmico活動外還身兼模特兒身份，拍攝作品散見各媒體。
- 搭檔Mamiko對Rachel的形容語為「行動力強並擁有凝聚人心來引导其他人前进的能力」[4]

Mamiko (日語:マミコ) 別名:MC Mamiko

作詞作曲/深色系短髮 / 本名:鈴木真海子(Suzuki Mamiko) 
生日:1996年6月26日 / 出生地:東京都秋留野市 / 身高:163cm / 血型 : O型三兄妹家庭的么妹。興趣:聽廣播節目、搞笑藝能鑑賞、料理。學生時代是回家部，在成為饒舌歌手之前嚮往當電台幕後PA或高速公路收費站負責人。搞笑漫才宅，為了業界交流而與搞笑藝人:岡田康太（なかよしビクトリーズ）、加賀翔（かが屋）、後藤拓実（四千頭身）等人組成「岡田軍団」活動。並隸屬於多人音樂工作室「Pistachio Studio」一員。個人活動名義為「鈴木真海子」。

- 喜好戶外活動、曾經在海邊商店打工三天。
- 喜歡絨毛玩具，還將絨毛魚玩偶命名「ブーバ」(讀作:Bouba)。[11]
- 喜好攝影，身兼Rachel的御用攝影師。
- 搭檔Rachel對Mamiko的形容語為「冷靜」

## 簡歷
在組成「chelmico」前，Rachel與Mamiko兩人為好朋友關係。2012年19歲的Rachel與16歲的Mamiko，在西日暮里的麥當勞透過共同友人介紹認識。兩人都是RIP SLYME粉絲及嘻哈音樂的愛好者。2014年時期，Rachel參加講談社主辦的「MISS iD2014」徵選活動時因開玩笑說「想成為饒舌歌手」，被當時的實行委員長邀請她組2MC饒舌團體，因此當時Rachel找上嘻哈同好的Mamiko組隊。成團後在透過「MISS iD2014」委員長的引薦，臨時填補「涉谷文化祭2014」活動十分鐘空檔的演出，此場成為Chelmico的初次公開LIVE，表演受到好評迴響。
2015年初次自主創作歌曲「ラビリンス'97」在網路音樂平台上發表。
2016年10月19日-獨立廠牌時期同名專輯『chelmico』發售。同年12月17日初次個人演唱會「真冬のWOW」開催。
2017年9月6日-獨立廠牌時期迷你專輯『EP』發售。
2018年8月8日-簽入日本華納唱片公司unBORDE廠牌主流出道。
2020年5月15日-粉絲俱樂部『chelmico bears』（日語:チェルミコ ベアーズ）開設。

## 共同作業者
- TOSHIKI HAYASHI(%C) : 現場DJ擔當 / 作曲共同製作
- Pistachio Studio : 作曲共同製作
- 大倉龍司　：參與從地下時期首專至今所發行的CD封面與GOODS、團徽的設計。
- 小山ゆうじろう : 參與FC LOGO以及GOODS、連載專欄題字的插圖繪製

## 音樂作品

### 專輯
| 張數 | 發售日期      | 專輯名稱 | 規格編號                                | 最高排名 |
| ---- | ------------- | -------- | --------------------------------------- | -------- |
| 1st  | 2016年10月9日 | chelmico | CCA001TS（初回限定盤） CCA001（通常盤） | 177      |

### 迷你專輯
| 張數 | 發售日期     | 專輯名稱     | 規格編號                              | 最高排名 |
| ---- | ------------ | ------------ | ------------------------------------- | -------- |
| 1st  | 2016年6月9日 | Love Is Over | SoundCloud                            |          |
| 2nd  | 2017年9月6日 | EP           | CCA003（初回限定盤） CCA004（通常盤） | 90       |

### 專輯
| 張數 | 發售日期      | 專輯名稱 | 規格編號                                       | 最高排名 |
| ---- | ------------- | -------- | ---------------------------------------------- | -------- |
| 1st  | 2018年8月8日  | POWER    | WPCL-12909                                     | 55       |
| 2nd  | 2019年8月21日 | Fishing  | WPCL-13092X（初回限定盤） WPCL-13092（通常盤） | 49       |
| 3rd  | 2020年8月26日 | maze     | WPZL-31762（初回限定盤） WPCL-13220（通常盤）  | 40       |
| 4th  | 2022年6月1日  | gokigen  | WPZL-31967（初回限定盤） WPCL-13379（通常盤）  |          |

### 迷你專輯
| 張數 | 發售日期      | 專輯名稱 | 規格編號 | 最高排名 |
| ---- | ------------- | -------- | -------- | -------- |
| 1st  | 2021年4月16日 | COZY     | 數位發行 |          |

## 樂曲提供
- ゴクドルズ-《Why》

作詞：Rachel、Mamiko /作曲：Rachel、Mamiko, ryo takahashi（2019年2月13日）
- Sexy Zone- 《HAPPY END》(菊池風磨SOLO曲)
[16]

作詞：Rachel、Mamiko、菊池風磨/作曲:三毛猫ホームレス 、Mamiko （2020年2月5日)
- MINERALS-《Sunset》

作詞：Mamiko (chelmico)/作曲・編曲：Kunihiko Kondo (Mime)（2020年10月13日）
- 入野自由-《M-9.10》

作詞：Rachel、Mamiko / 作曲:エズミ・モリ 、 Rachel、Mamiko（2020年11月4日）
- lyrical school-《Fantasy》

作詞：Rachel / 作曲：Rachel、ryo takahashi/ 編曲: ryo takahashi、Rachel（2021年3月17日）
- lyrical school-《バス停で》

作詞：Rachel / 作曲：ryo takahashi、Rachel/ 編曲: ryo takahashi（2022年4月20日）
- 搞笑團體香蕉人單獨LIVE「bananaman live 2022 H」開場曲-《THIS IS H》

作詞:Rachel、Mamiko/作曲:ryo takahashi、Rachel、Mamiko（2022年8月6日）
- GF6-《GF6》

作詞:Rachel、Mamiko/作曲:ryo takahashi、Rachel、Mamiko/製作人:ryo takahashi、Rachel、Mamiko)（2022年8月9日）
- WATWING-《WAIT A MINUTE》

作詞:Rachel、Mamiko/作曲:Rachel、Mamiko、ESME MORI/製作人:Rachel、Mamiko、)（2022年8月10日）
- lyrical school-《mada mada da! 》

作詞：Rachel / 作曲：ryo takahashi/ 編曲: ryo takahashi（2023年7月19日）
- ばってん少女隊-《あんたがたどこさ〜甘口しょうゆ仕立て〜 》

作詞：Rachel / 作曲：PARKGOLFi（2023年7月28日）
- 搞笑團體香蕉人單獨LIVE「bananaman live 2023 O」開場曲-《BLUE》

（2023年8月5日）

## 合作歌曲
- tofubeats - 「Her Favorite feat.okadada」＆「衣替え」

PV演出:Rachel（2014年4月8日）
- 大森靖子「洗脳」-M2《イミテーションガール》

聲音/ PV演出:Rachel（2014年12月3日）
- ラブリーサマーちゃん 「#ラブリーミュージック」-M4《私の好きなもの》

PV演出:Rachel、Mamiko（2015年11月11日）
- 大比良瑞希「TIME LIMIT 」

PV演出:Mamiko（2015年12月10日）
- ONIGAWARA「チョコレイトをちょうだい」-M2《YOU×3 feat. chelmico》

歌唱演出：Rachel、Mamiko / 作詞：ONIGAWARA、Rachel、Mamiko /作曲：ONIGAWARA（2015年12月16日）
- 中田康貴「Digital Native」-M9《Wire Frame Baby feat. MAMIKO》

歌唱演出:Mamiko（2018年2月7日）
- 「Jam Studio®」音樂社群APP企劃歌曲《Jam Studio feat. AFRA × 鎮座DOPENESS × MAMIKO chelmico × KOJOE》

歌唱 / PV 演出 : Mamiko （2018年3月9日）
- 冨田惠一「M-P-C“Mentality, Physicality, Computer"」-M4《アルペジオ feat.chelmico》

歌唱演出：Rachel、Mamiko / 作詞：Rachel、Mamiko / 作曲：冨田惠一（2018年10月3日)
- 平井堅「half of me」-M2《HOLIC feat. chelmico》

歌唱演出：Rachel、Mamiko / 作詞:平井堅 、Rachel、Mamiko /作曲:AmPm 、 Chocoholic（2018年11月28日）
- m-flo loves chelmico「RUN AWAYS」

歌唱演出：Rachel、Mamiko / 作詞：m-flo、Rachel、Mamiko /作曲：m-flo、Rachel、Mamiko（2020年6月12日）
- yonawo「明日は当然来ないでしょ」-M1《独白》

和聲演出:Rachel、Mamiko（2020年11月10日）
- STAMP 《HIDE YOU feat.chelmico》

歌唱演出：Rachel、Mamiko / 作詞:GASHIMA 、Rachel、Mamiko /作曲:STAMP、Rachel、Mamiko、SHUN from FIVE NEW OLD（2021年2月17日）
- XAVIER企劃《Call In Sick feat. chelmico》

歌唱演出：Rachel、Mamiko/ 作詞:Rachel、Mamiko、石井マサユキ /作曲:石井マサユキ（2021年9月15日）
- minan《all-rounder feat. Rachel (chelmico), valknee》

歌唱演出：Rachel/ 作詞:Rachel、valknee、 minan /作曲:Shin Sakiura, Rachel, valknee, minan（2021年11月24日）
- ASIAN KUNG-FU GENERATION《星の夜、ひかりの街 (feat.Rachel&OMSB)》

歌唱演出：Rachel（2022年3月30日）
- Elvis Costello《Magnificent Hurt (Remix)》

歌唱演出：Rachel、Mamiko/作詞:Rachel、Mamiko/作曲:Elvis Costello/Remix:chelmico（2022年11月18日）
- パソコン音楽クラブ《PUMP! feat.chelmico》

歌唱演出：Rachel、Mamiko/作詞:Rachel、Mamiko/作曲:パソコン音楽クラブ（2023年5月10日）
- lil soft tennis 《 Bicycle (feat. chelmico)》

歌唱演出：Rachel、Mamiko/作詞:lil soft tennis、Rachel、Mamikos/作曲:lil soft tennis、Rachel、Mamiko（2023年6月21日）
- ESME MORI 《日々 feat. Rachel & 永井聖一 》

歌唱演出：Rachel/作詞:ESME MORI、Rachel/ 作曲:ESME MORI（2023年7月28日）
- TOSHIKI HAYASHI(%C)  《Have a nice day feat. Rachel  》

歌唱演出：Rachel/作詞:Rachel/ 作曲:TOSHIKI HAYASHI(%C)、Rachel（2023年8月9日）

## 製作
- 擔任富士電視台綜藝節目『ギャルフェス』選秀企劃評審員。在節目上親自選拔出道成員，組成辣妹嘻哈團體:「GF6」，並製作出道同名單曲《GF6》[18]

## 媒體演出

#### CM廣告代言
- AOKI「AOKI&CanCamTVCM 360°キレイ コラボスーツ篇」(聲音演出) (2017年2月)
- 花王「ビオレさらさらパウダーシート」(聲音演出/CM歌曲)(2017年4月)
- 三越伊勢丹「夏のクリアランスセール」 (聲音演出/CM歌曲)(2017年6月)
- 日本可口可樂「爽健美茶」25周年紀念宣傳代言(本人演出/CM歌曲) (2019年2月)[19]
- YAGI & CO 公司「VIBTEX」(代言/CM歌曲)(2020年9月)[20]
- 日本微軟Surface產品連動Spotify音樂平台Bag Check企劃廣告(聲音演出/CM歌曲)(2020年11月)[21]
- 日本google「Galaxy S21機型」 網路廣告代言(本人演出/CM歌曲)(2021年5月)[22]
- 日本Levi's「SilverTab™」廣告短片(本人演出)(2022年8月)[23]

#### 電影
- 東佳苗導演作品 「THE END OF ANTHEM」演出 : Rachel  （2017年8月27日)[24]

#### 配音
- 兒童教育節目シャキーン! 「ミックスジュースクイズ」環節的配音演出:Rachel/Mamiko（2020年9月28日 - NHK Eテレ）[26]
- 原創2次元角色企劃『ふと思ったんですけど』動畫角色/配音:Rachel/Mamiko（2020年11月 -共10集 フジテレビ）
[27]

#### 節目解說
- 談話節目「余談ですけど・・・」解說演出:Mamiko（2021年1月12日 -6月22日 ABCテレビ)[28]

#### 朗讀
- 文學與音樂朗讀活動「文学を踏む」朗讀演出:Rachel（2017年7月24日 )[29]

#### 傳統廣播電台
- chelmicoのオールナイトニッポン0(ZERO)（2019年5月18日、ニッポン放送）
- chelmicoの でも、まだ土曜日（2020年1月4日 - 3月28日、TBSラジオ）

#### 網路廣播電台
- MUSIC ARROWS～chelmicoのBEST BAR～（2017年10月5日 - 2018年3月29日、TS ONE）
- chelmico ララランラララジオ（2018年11月29日、block.fm）
- chelmicoの でも、まだ土曜日（2020年4月25日至今、YouTube）
- Amazon Music トーク with chelmico でも、まだまだ土曜日番外編（2020年12月12日、Amazon Music、twitch）
- chelmicoの「この曲聴いた？」（2021年11月-- 、block.fm）

#### 雜誌連載
- TV Bros. 「chelmicoのキスがピーク」(2019年10月- )
- mini 「chelmicoの初連載」(2020年4月- 2020年11月)

## 迴響
- NHK電視台動畫《別對映像研出手》2020年12月10日獲得美國《紐約客》雜誌「2020年度最棒的電視節目」名單評選的同時，該劇由Chelmico負責製作並演唱的片頭曲《Eazy Breezy》也得到名單中「毫無疑問擁有2020年度最好的主題曲」的評語。[30]。
- 入圍SPACE SHOWER MUSIC TV主辦的「SPACE SHOWER MUSIC AWARDS 2021」年度最佳突破藝人獎項(BEST BREAKTHROUGH ARTIST)。[31]
- 歌曲《Eazy Breezy》21年3月8日獲得「SPACE SHOWER MUSIC AWARDS 2021」年度最佳CG動畫PV(BEST CG/ANIMATION VIDEO)獎項，該PV由田向潤導演監製。[32]
- 歌曲《Eazy Breezy》PV於21年6月10日獲得美國CLIO國際廣告獎「Clio Music 2020/2021」視覺設計獎項銅獎殊榮。[33]
- 歌曲《Eazy Breezy》在21年10月31日被英國搖滾明星艾維斯·卡斯提洛在其專欄「On my radar」推薦動畫《別對映像研出手》時稱讚是非常酷的主題曲(原話:very cool theme song)[34]。

## 業界連動
| 歌曲名                | Tie-UP                                                                 |
| --------------------- | ---------------------------------------------------------------------- |
| Drive                 | 日本郵政《年賀状/遠くに篇》網路CM歌曲                                  |
| Countdown             | Leopalace21《新生活主題》企劃製作曲                                    |
| 爽健美茶的RAP         | 日本可口可樂《爽健美茶25周年紀念》CM歌曲                               |
| Player                | Apple Inc.《Apple Watch Series 4》CM歌曲                               |
| switch                | 東京電視台深夜25點動畫《四月一日先生的家》第一期片頭曲                 |
| Beer Bear             | PARCO《SPECIAL IN YOU.》網路CM歌曲                                     |
| Highlight             | AbemaTV《報導節目「AbemaPrime」》片頭曲                                |
| ひみつ                | JINS《JINS CLASSIC》網路CM歌曲                                         |
| Eazy Breezy           | NHK電視台動畫《別對映像研出手！》片頭曲                                |
| Limit                 | Fitness Club《JOYFIT》合作曲                                           |
| Terminal 着、即 Dance | J-WAVE『SAISON CARD TOKIO HOT 100』《MUSIC LOVERS ONLY PROJECT》宣傳曲 |
| GREEN                 | 電影《Daughters》主題歌                                                |
| あべこべ              | 東京電視台《シナぷしゅ》2022年3月主題歌                                |

## 外部連結

#### STAFF
chelmico官方YOUTUBE頻道 （页面存档备份，存于）

chelmico官方推特帳號 （页面存档备份，存于）

chelmico官方instagram帳號 （页面存档备份，存于）

chelmico粉絲俱樂部  （页面存档备份，存于）(chelmico bears)

#### Rachel
Rachel的個人推特帳號 （页面存档备份，存于）

Rachel的個人instagram帳號
Rachel的遊戲實況頻道 （页面存档备份，存于）(NOOB DRIVE 【Directed by Rachel from chelmico】)

#### Mamiko
Mamiko的個人推特帳號 （页面存档备份，存于）

Mamiko的個人instagram帳號 （页面存档备份，存于）